# Kodak EPP

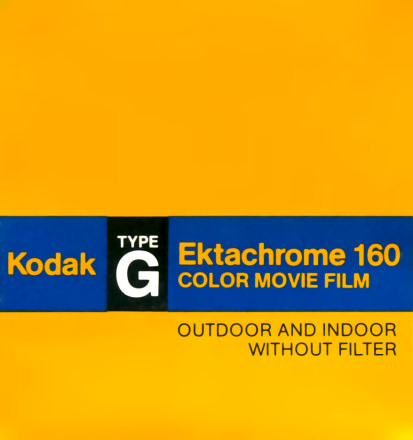
Gelb/blaue Ektachrome-Verpackung, hier Kodak Ektachrome 160 (Super-8-Film)

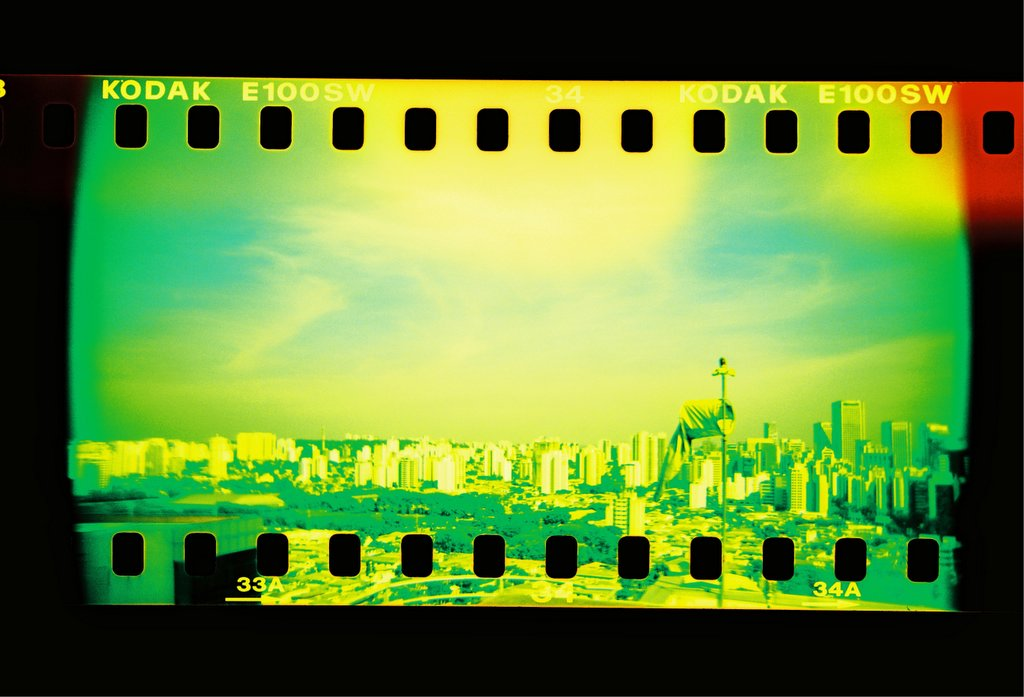
Kodak Ektachrome 100 Filmstreifen

Kodak EPP (Ektachrome 100 Plus) ist ein Diafilm (Tageslicht-Farbumkehrfilm) älterer Generation mit mittlerer Lichtempfindlichkeit von 100 ASA. Er ist für die Entwicklung im allgemein verbreiteten E6-Prozess vorgesehen. Der Diafilm wurde von Kodak in den 80er Jahren den Filmen EPR 64 und EPN 100 zur Seite gestellt, um einen Film mit erhöhter Farbsättigung anbieten zu können. Im Vergleich zu den Diafilmen der neuesten Generation, besitzt der EPP jedoch eine vergleichsweise niedrige Farbsättigung und ist daher hervorragend zur Aufnahme von Menschen geeignet.
Nach dem endgültigen Auslaufen der Kodachrome-Filmfamilie im Jahr 2009 war der EPP der einzige im Handel erhältliche Diafilm mit der für Kodak klassischen Farbabstimmung und moderater Farbsättigung. Wie auch der Kodachrome 64 besitzt der Ektachrome 100 Plus eine schmeichelnde Hauttonwiedergabe. Die Schärfe und den Kontrast des Kodachrome 64 erreicht er als Kleinbildfilm nicht, dafür übertrifft er ihn bei der korrekten Wiedergabe gelber, oranger und roter Farbstoffe. Grüntöne werden im Vergleich zum Kodachrome 64 kälter abgebildet.
Verwendung fand der Film in erster Linie im professionellen Bereich, beispielsweise als Ausgangsmaterial für den Druck; Farbabstimmung und Gradation (Kontrast) waren darauf abgestimmt. Ebenfalls eigneten sich die Dias als Vorlage für analoge Direktabzüge auf Umkehrpapier (z. B. Cibachrome/Ilfochrome) 